# Alan Bridges
Alan Bridges (Liverpool, 28 settembre 1927 – 7 dicembre 2013) è stato un regista inglese.

## Biografia
Ha diretto oltre 40 film e programmi televisivi tra il 1961 e il 1991. Ha vinto il Grand Prix al Festival di Cannes 1973 per il film Un uomo da affittare.

## Filmografia parziale

### Regista
- Invasion (Invasion) (1966)
- Un uomo da affittare (The Hireling) (1973)
- Breve incontro (Brief Encounter) (1974)
- La tentazione e il peccato (Out of Season) (1975)
- L'amante proibita (La petite fille en velours bleu) (1978)
- Prigioniero del passato (The Return of the Soldier) (1982)
- Battuta di caccia (The Shooting Party) (1985)
- Apt Pupil - incompleto e inedito (1987)